# 金忠青
金忠青（1945年—2001年），男，江苏南京人，中华人民共和国政治人物，河海大学原副校长，江苏省人民政府原副省长，第八届全国人大代表。